# Алвоку-да-Серра
Алвоку-да-Серра (порт. Alvoco da Serra)  —  район (фрегезия) в Португалии,  входит в округ Гуарда. Является составной частью муниципалитета  Сейя. Находится в составе крупной городской агломерации Большое Визеу. По старому административному делению входил в провинцию Бейра-Алта. Входит в экономико-статистический  субрегион Серра-да-Эштрела, который входит в Центральный регион. Население составляет 646 человек на 2001 год. Занимает площадь 37,57 км².
Покровителем района считается Дева Мария (порт. Nossa Senhora do Rosário). 